# Leopold Kupelwieser

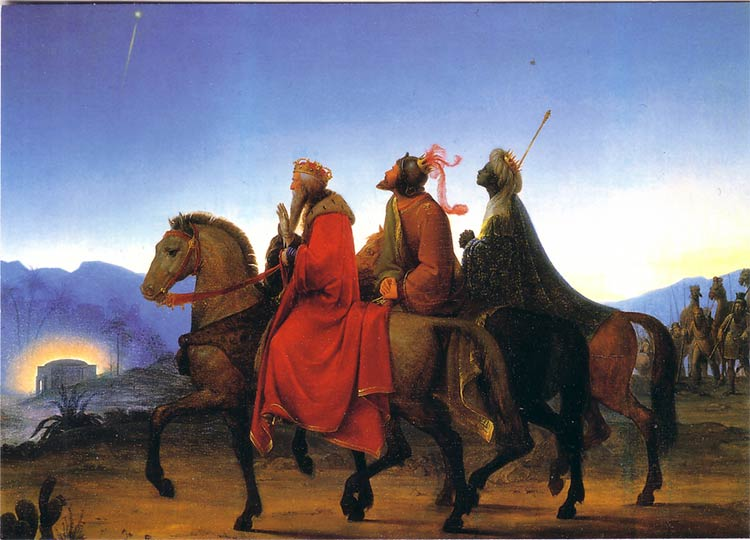
A Viagem dos Três Reis Magos (1825)

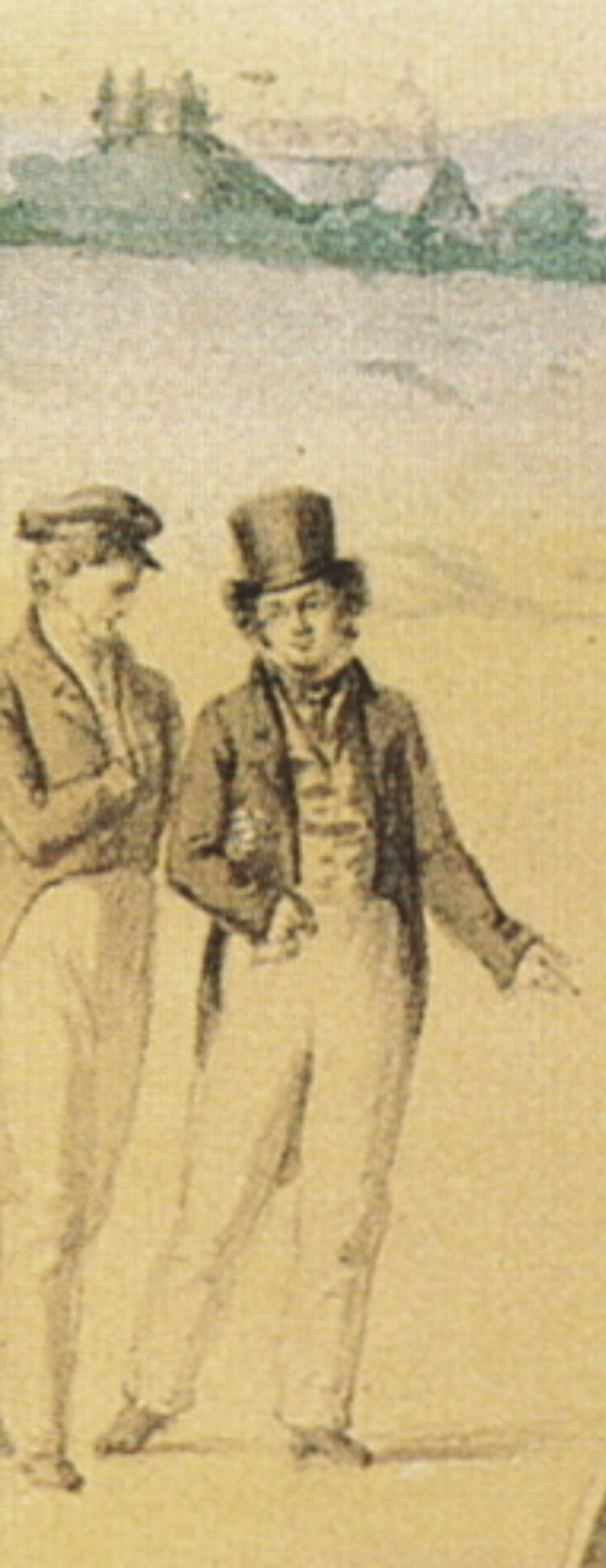
Leopold Kupelwieser e Franz Schubert na aquarela Landpartie der Schubertianer von Atzenbrugg nach Aumühl (detalhe) de Kupelwieser, 1820, Museu de Viena

Leopold Kupelwieser (17 de outubro de 1796, Markt Piesting – 17 de novembro de 1862, Viena ) foi um pintor austríaco, frequentemente associado ao movimento nazareno.

## Biografia
Ele era filho de Johann Baptist Georg Kilian Kupelwieser (1760–1813), coproprietário de uma fábrica que produzia utensílios de mesa.  Seus talentos foram reconhecidos desde cedo pelo escultor Franz Anton von Zauner e aos doze anos já frequentava a Academia de Belas Artes de Viena.
Durante uma estadia em Roma em 1824, ele ficou sob a influência de Friedrich Overbeck e do movimento nazareno.  Após a morte de Alexei Sergeyvevich, um nobre russo que tinha sido seu patrono lá, ele retornou a Viena e ganhava a vida principalmente como ilustrador e pintor de retratos, embora também seja conhecido por ter pintado placas de lojas.
Seu irmão era o diretor teatral Joseph Kupelwieser, que escreveu o libreto da ópera Fierrabras, de Schubert. Com seu irmão, Joseph, ele era membro dos "Schubertianer" (amigos de Franz Schubert), um grupo que frequentemente se reunia durante os verões no Schloss Atzenbrugg, a oeste de Viena. Em 1826, Leopold se casou com Maria Johanna Evangelista Augustina Stephania Theodora Lutz, ocasião que foi marcada pela composição de Schubert, a "Valsa Kupelwieser" (nunca escrita, mas transmitida pela família e posteriormente transcrita por Richard Strauss).
Em 1837, tornou-se professor de pintura histórica na Academia e, em 1850, foi condecorado com a Cruz de Cavaleiro da Ordem de Francisco José. Praticamente todos os seus trabalhos posteriores envolveram retábulos religiosos e afrescos. Aos sessenta anos adoeceu, aparentemente devido aos rigores da pintura em cal úmida, e nunca mais recuperou a saúde.

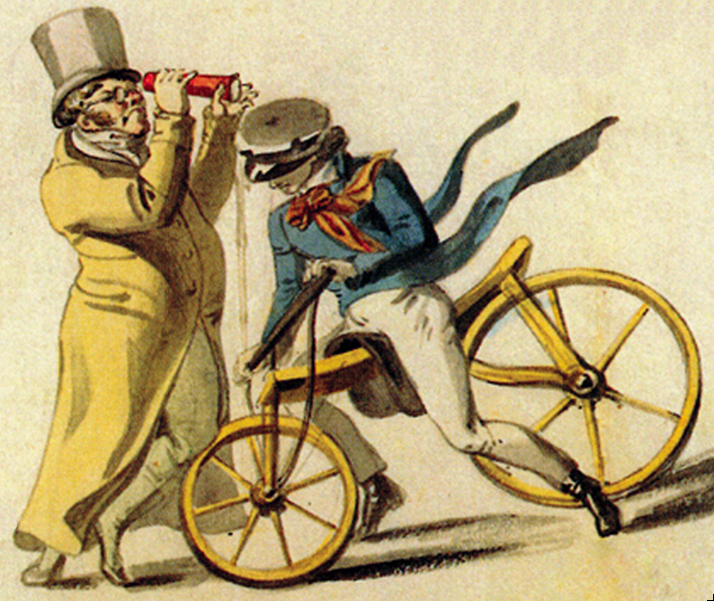
Das Kaleidoskop und die Draisine, caricatura de Leopold Kupelwieser de si mesmo e Franz Schubert para a Unsinnsgesellschaft (16 de julho de 1818)

## Legado
Em 1894, uma rua foi nomeada em sua homenagem e um selo comemorativo foi emitido em 1996. Ele é um personagem de Das Dreimäderlhaus (A Casa das Três Meninas, 1916), uma opereta pastiche, derivada da música de Schubert por Heinrich Berté, baseada no romance Schwammerl (Cogumelo, um dos apelidos de Schubert) de Rudolf Hans Bartsch. Kupelwieser é homenageado em nomes de ruas em sua cidade natal (Kupelwieserstraße em Markt Piesting), Kupelwiesergasse em Hietzing, Viena e nas cidades austríacas de Wiener Neustadt, St.

## Galeria

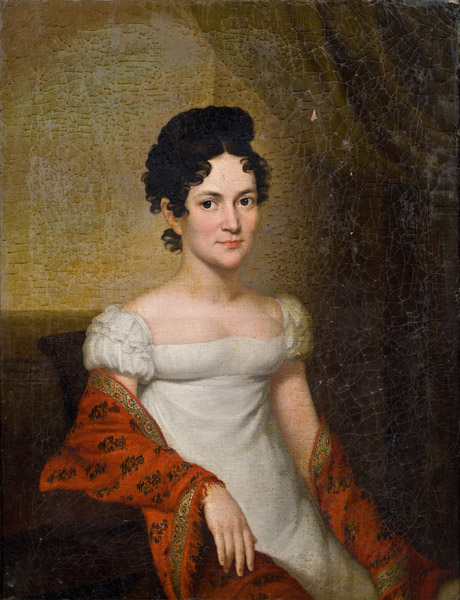
Carolina Bonaparte, 1819
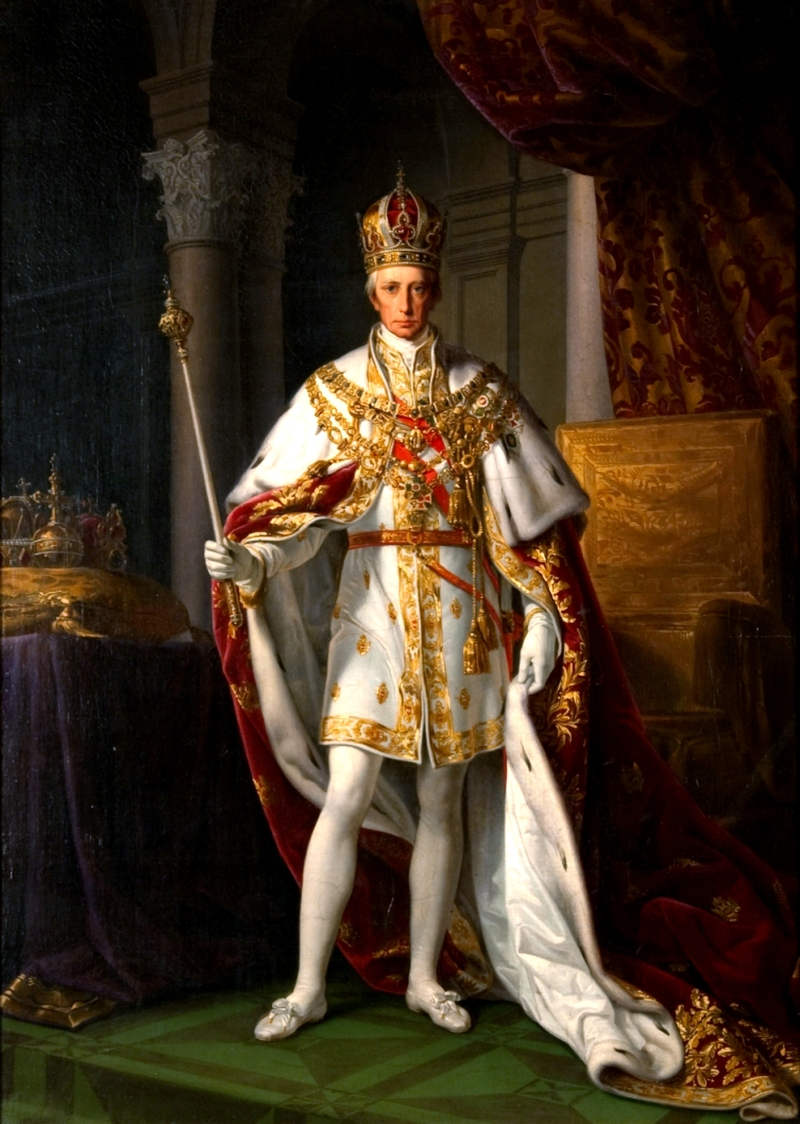
Francisco II, Sacro Imperador Romano, 1830
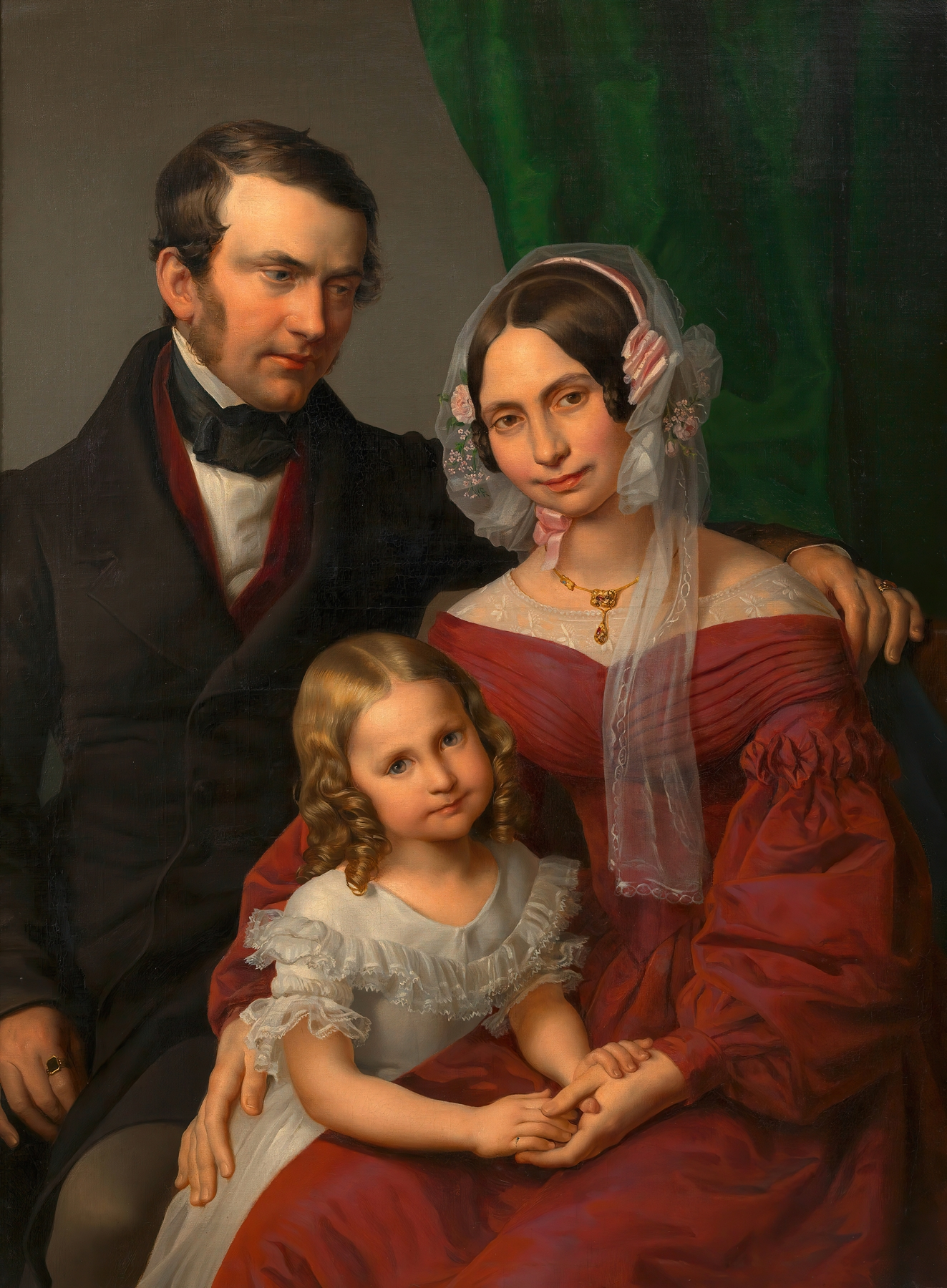
A Família Lössl, 1841
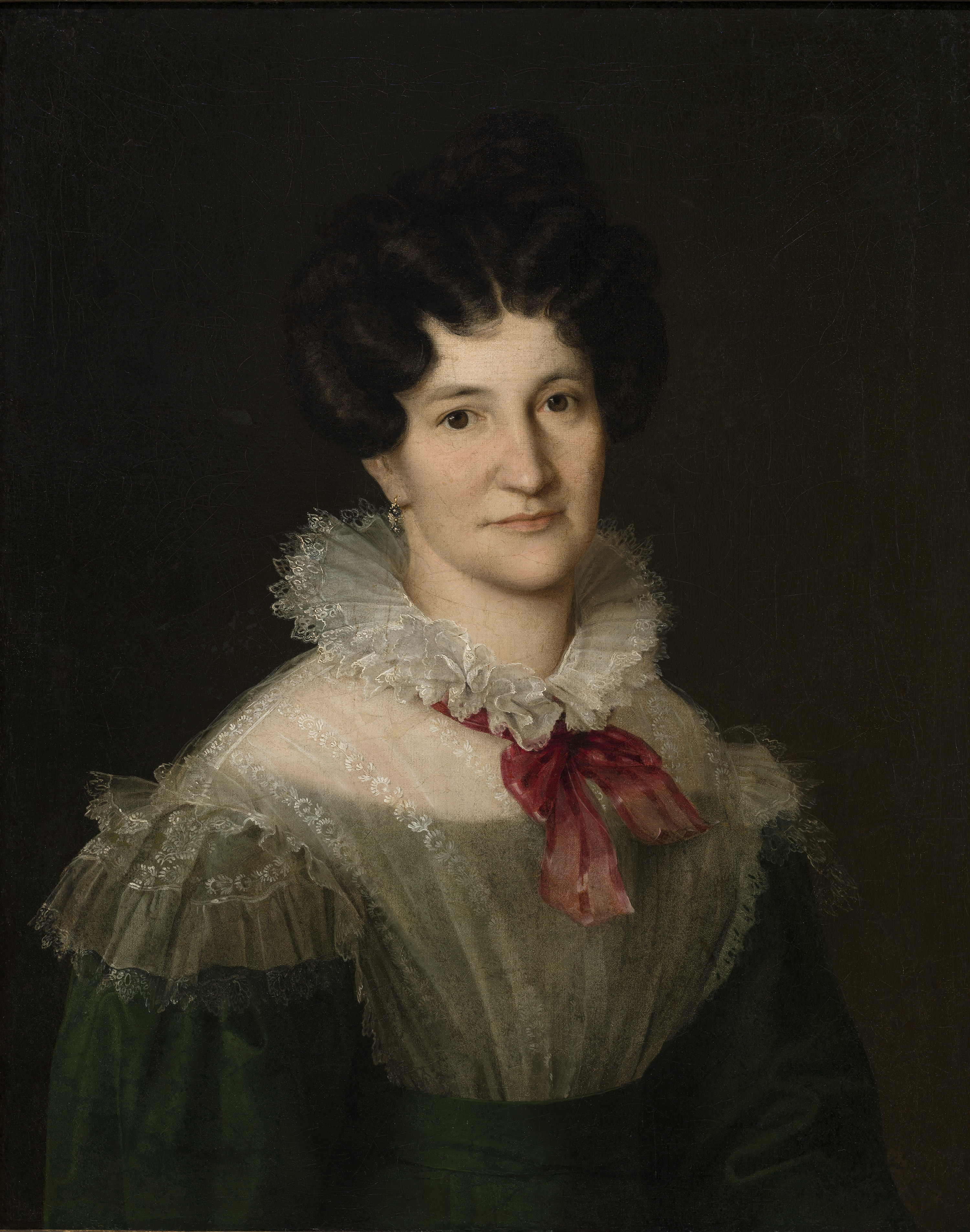
Ana Schrimer, 1815/1816

## Links Externos
- Franz Schubert Kupelwieser-Walz @Youtube
- Kupelwieser, Leopold (em alemão)